# Tomás Monje Gutiérrez
Tomás Monje Gutiérrez, (Coroico, 21 de diciembre de 1884 - La Paz, Bolivia, 1 de julio de 1954) fue un abogado y político boliviano, fue magistrado de la Corte Superior de Justicia y se encargó de manera provisoria del Estado boliviano como presidente de la Junta de Gobierno desde el 17 de agosto de 1946 hasta el 10 de marzo de 1947.

## Biografía
Nació en Coroico, ubicado en la provincia de Nor Yungas, en el departamento de La Paz el 21 de diciembre de 1884. Su esposa fue Raquel Soria Galvarro. Fue Magistrado de la Corte Superior de Justicia y Presidente Interino de la República desde el 15 de agosto de 1946  hasta el 10 de marzo de 1947.

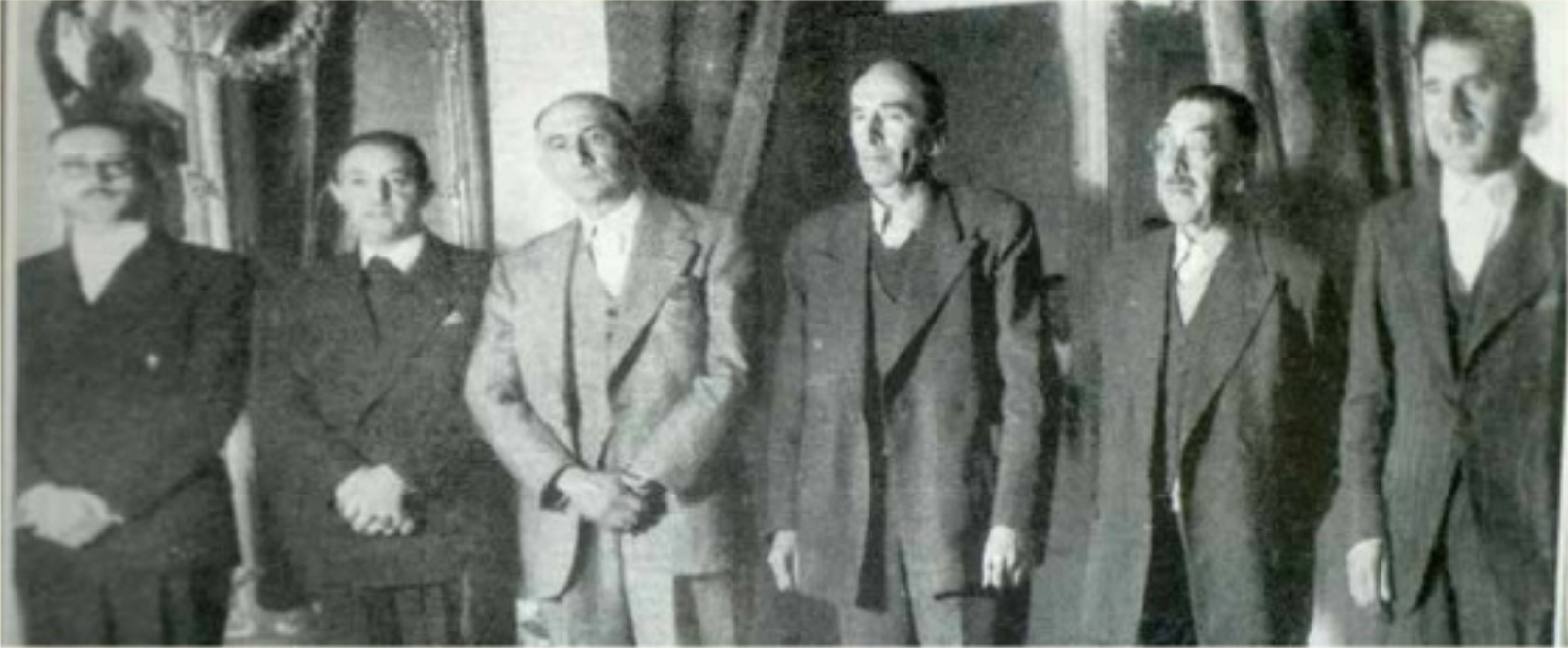
La Junta Civil de gobierno que sucedió a Gualberto Villarroel.

Asumió la presidencia como consecuencia de la sangrienta subversión del 21 de julio que derrocó al Presidente Gualberto Villarroel. La duración de su mandato fue de 6 meses y 25 días en forma interina. Falleció en La Paz, el 1 de julio de 1954, a los 70 años.
| Población de Bolivia durante el gobierno de Tomás Monje Gutiérrez | Población de Bolivia durante el gobierno de Tomás Monje Gutiérrez |
| Año                                                               | Habitantes                                                        |
| ----------------------------------------------------------------- | ----------------------------------------------------------------- |
| 1946                                                              | 2 629 148                                                         |
| 1947                                                              | 2 647 902                                                         |